# Nado sincronizado no Campeonato Mundial de Esportes Aquáticos de 2013
Os eventos do nado sincronizado no Campeonato Mundial de Esportes Aquáticos de 2013 ocorreram entre 20 e 27 de julho no Palau Sant Jordi em Barcelona na Espanha.

## Calendário
| Julho             | 19 | 20 | 21 | 22 | 23 | 24 | 25 | 26 | 27 | 28 | 29 | 30 | 31 | 01 | 02 | 03 | 04 | T |
| ----------------- | -- | -- | -- | -- | -- | -- | -- | -- | -- | -- | -- | -- | -- | -- | -- | -- | -- | - |
| Nado sincronizado |    | 1  | 1  | 1  | ●  | 1  | 1  | 1  | 1  |    |    |    |    |    |    |    |    | 7 |

## Eventos
| Data                | Hora  | Evento                                     |
| ------------------- | ----- | ------------------------------------------ |
| 20 de julho de 2013 | 09:00 | Rotina técnica solo (eliminatórias)        |
| 20 de julho de 2013 | 14:00 | Rotina técnica por equipes (eliminatórias) |
| 20 de julho de 2013 | 19:00 | Rotina técnica solo (final)                |
| 21 de julho de 2013 | 09:00 | Rotina técnica duetos (eliminatórias)      |
| 21 de julho de 2013 | 14:00 | Rotina livre combinação (eliminatórias)    |
| 21 de julho de 2013 | 19:00 | Rotina técnica por equipes (final)         |
| 22 de julho de 2013 | 09:00 | Rotina livre solo (eliminatórias)          |
| 22 de julho de 2013 | 19:00 | Rotina técnica por equipes (final)         |
| 23 de julho de 2013 | 09:00 | Rotina livre duetos (eliminatórias)        |
| 23 de julho de 2013 | 18:00 | Rotina livre por equipes (eliminatórias)   |
| 24 de julho de 2013 | 19:00 | Rotina livre solo (final)                  |
| 25 de julho de 2013 | 19:00 | Rotina livre duetos (final)                |
| 26 de julho de 2013 | 19:00 | Rotina livre por equipes (final)           |
| 27 de julho de 2013 | 19:00 | Rotina livre combinação (final)            |

## Medalhistas
| Evento                           | Ouro | Ouro   | Prata | Prata  | Bronze | Bronze |
| Rotina técnica solo detalhes     | Svetlana Romashina · Rússia | 96.800 | Huang Xuechen · China | 95.500 | Ona Carbonell · Espanha | 94.400 |
| Rotina livre solo detalhes       | Svetlana Romashina · Rússia | 97.430 | Huang Xuechen · China | 95.720 | Ona Carbonell · Espanha | 94.290 |
| Rotina técnica dueto detalhes    | Svetlana Kolesnichenko · Svetlana Romashina · Rússia | 97.300 | Jiang Tingting · Jiang Wenwen · China | 94.900 | Ona Carbonell · Margalida Crespí · Espanha | 93.800 |
| Rotina livre dueto detalhes      | Svetlana Kolesnichenko · Svetlana Romashina · Rússia | 97.680 | Jiang Tingting · Jiang Wenwen · China | 95.350 | Ona Carbonell · Margalida Crespí · Espanha | 94.990 |
| Rotina técnica equipes detalhes  | Vlada Chigireva · Daria Korobova · Alexandra Patskevich · Elena Prokofyeva · Alla Shishkina · Maria Shurochkina · Angelika Timanina · Alexandra Zueva · Mikhaela Kalancha* · Anisya Olkhova* · Rússia                         | 96.600 | Clara Basiana · Alba María Cabello · Ona Carbonell · Margalida Crespí · Thaïs Henríquez · Paula Klamburg · Meritxell Mas · Cristina Salvador · Clara Camacho* · Sara Levy* · Espanha                                 | 94.400 | Lolita Ananasova · Olena Grechykhina · Ganna Klymenko · Kateryna Reznik · Oleksandra Sabada · Kateryna Sadurska · Anastasiya Savchuk · Anna Voloshyna · Maryna Golyadkina* · Olha Zolotarova* · Ucrânia                                        | 93.300 |
| Rotina livre equipes detalhes    | Vlada Chigireva · Svetlana Kolesnichenko · Daria Korobova · Alexandra Patskevich · Elena Prokofyeva · Alla Shishkina · Maria Shurochkina · Angelika Timanina · Anisya Olkhova* · Alexandra Zueva* · Rússia                    | 97.400 | Clara Basiana · Alba María Cabello · Ona Carbonell · Margalida Crespí · Thaïs Henríquez · Paula Klamburg · Sara Levy · Meritxell Mas · Laia Pons* · Cristina Salvador* · Espanha                                     | 94.230 | Lolita Ananasova · Olena Grechykhina · Ganna Klymenko · Oleksandra Sabada · Kateryna Sadurska · Anastasiya Savchuk · Anna Voloshyna · Olha Zolotarova · Kateryna Reznik* · Maryna Golyadkina* · Ucrânia                                        | 93.640 |
| Combinação rotina livre detalhes | Vlada Chigireva · Mikhaela Kalancha · Daria Korobova · Anisya Olkhova · Alexandra Patskevich · Elena Prokofyeva · Alla Shishkina · Maria Shurochkina · Angelika Timanina · Alexandra Zueva · Svetlana Kolesnichenko* · Rússia | 97.060 | Clara Basiana · Alba María Cabello · Ona Carbonell · Margalida Crespí · Thaïs Henríquez · Paula Klamburg · Sara Levy · Meritxell Mas · Laia Pons · Cristina Salvador · Clara Camacho* · Irene Montrucchio* · Espanha | 94.620 | Lolita Ananasova · Maryna Golyadkina · Olena Grechykhina · Ganna Klymenko · Kateryna Reznik · Oleksandra Sabada · Kateryna Sadurska · Anastasiya Savchuk · Anna Voloshyna · Olha Zolotarova · Vira Golubova* · Dana-Mariia Klymenko* · Ucrânia | 93.350 |

*Reserva

## Quadro de medalhas
| Ordem | País    | Medalha de ouro | Medalha de prata | Medalha de bronze | Total |
| ----- | ------- | --------------- | ---------------- | ----------------- | ----- |
| 1     | Rússia  | 7               | 0                | 0                 | 7     |
| 2     | China   | 0               | 4                | 0                 | 4     |
| 3     | Espanha | 0               | 3                | 4                 | 7     |
| 4     | Ucrânia | 0               | 0                | 3                 | 3     |
| Total | Total   | 7               | 7                | 7                 | 21    |